# ヴィタリー・ムトコ

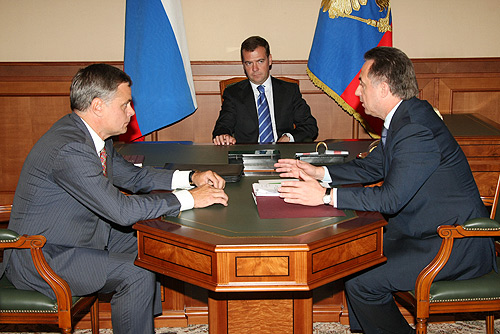
ムトコ（右）、メドヴェージェフ（中央）、国家評議会書記アレクサンドル・アブラモフ（左）

ヴィタリー・レオンチェヴィチ・ムトコ（ロシア語: Вита́лий Лео́нтьевич Мутко́ 、ラテン文字表記の例：Vitalii Leontevich Mutko、1958年12月8日 - ）は、ロシアの政治家。2016年10月19日からロシア連邦副首相（スポーツ・観光・青年政策担当）。2008年から2016年までスポーツ大臣（2012年5月12日まではスポーツ・観光・青年政策大臣）を務めた。2003年から2008年までロシア連邦議会上院連邦会議議員。2005年4月2日から2009年11月24日までロシアサッカー連合会長。

## 経歴
1958年12月8日、クラスノダール地方アプシェロン地区クリンスカヤ村で生まれる
。レニングラード河川専門学校に入学しコムソモール活動に参加、同校コムソモール書記となる。1977年レニングラード河川専門学校を卒業し、北西河川船舶会社レニングラード港湾管理部で船舶技師として働き始める。1980年ソ連共産党に入党する。
入党直後、レニングラード市ソビエトキーロフ地区執行委員会で勤務し、その後地区執行委員会社会部長や書記に選出された。1990年キーロフ地区人民代議員に選出され、翌1991年まで同執行委員会議長を務めた。この間、レニングラード水上輸送大学に入学し、1987年河川専門学校を卒業した。さらに1999年にサンクトペテルブルク大学法学部を卒業した。
1992年サンクトペテルブルク市役所に入り、副市長・市社会問題委員会議長に任命され、同職を1996年まで務めた。同時期にサンクトペテルブルク市庁にはウラジーミル・プーチンが市対外関係委員会議長として在職しており、1994年にソビエト連邦の崩壊後としては、初の大規模なイベントとしてスポーツ親善大会が開催された際に同僚として協力して事業に当たった。
その後、ムトコはスポーツ界に転じ、1997年にはFCゼニト・サンクトペテルブルク会長に就任した。会長在任中はスポーツ振興と経済的基盤の強化に尽力した。2001年ロシアサッカー・プレミアリーグを設立し会長に就任した。2002年ロシアパラリンピック委員会委員に選出され、精神障害者支援団体委員会の議長も務めた。

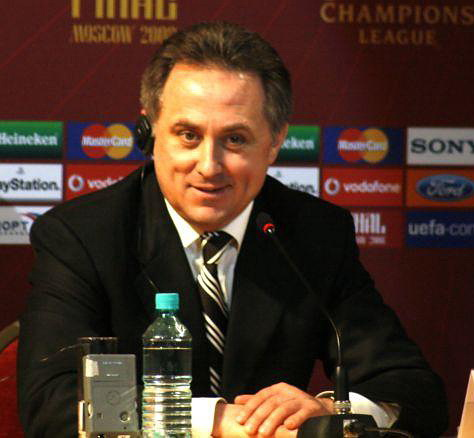
ヴィタリー・ムトコ（2008年撮影）

2003年10月29日、ロシア連邦議会上院連邦会議議員にサンクトペテルブルク市政府代表として選出された。2005年4月にはロシアサッカー連合会長に選ばれた。2008年5月12日、ドミートリー・メドヴェージェフ大統領によってロシア連邦スポーツ・観光・青年政策大臣に任命される。2009年 FIFA執行委員に任命された。また2018年のFIFAワールドカップ誘致に当たっては先頭に立って運動に立ち誘致を成功させた。
2012年5月21日、プーチンが大統領に復帰し、ドミートリー・メドヴェージェフ内閣が成立するとロシア連邦スポーツ大臣に任命される。2015年9月2日、ロシアサッカー同盟会長に再選される。ロシアでは政府関係者がスポーツ団体のトップを兼任することは原則として許されていないが、2015年7月、ムトコについては例外とされた。2016年9月24日、ロシアサッカー同盟会長に三選される。このときには反対候補としてヴァレリー・ガッザエフが立候補し、選挙となったが、結果はムトコ266票に対してガッザエフ142票に留まりムトコの勝利に終わった。
2016年10月19日、ロシア連邦副首相に任命される。後任のスポーツ相には、ムトコの下で次官を務めたパーヴェル・コロブコフが任命された。
2017年12月5日、2014年ソチオリンピックにおける国家ぐるみの組織的ドーピング違反に関与したとして、国際オリンピック委員会から永久追放された。

## 人物
2010年に開催されたバンクーバーオリンピックでロシアは金メダル獲得数3個と11位に沈んだため、当時のメドヴェージェフ大統領が責任者の辞任を要求する事態に発展。ロシアオリンピック委員会のレオニード・チャガチョフ会長は辞任したが、ムトコは「惨敗は誰の責任でもない」と辞任を拒否した。
ウラジーミル・プーチン大統領のスキー仲間でもある。
自身のツイッターで選手や一般人と愉快なコラージュ画像（自身や選手に関するものなど）を品評しあって交流するという一面を持っている。
私生活では、タチアナ・イワノヴナ夫人との間にエレーナ、マリヤの二女がいる。